# جاكوب بنسون
جاكوب بنسون هو سياسي كندي، ولد في 13 مارس 1892، وتوفي في 1987. انتخب عضو المجلس التشريعي من ساسكاتشوان.